# Openbaar vervoer in Île-de-France
Het openbaar vervoer in Île-de-France bestaat uit verschillende soorten openbaar vervoer over de weg, het spoor en het water. Het netwerk dient de gehele regio Parijs en vrijwel elke plaats in de regio Île-de-France en wordt geëxploiteerd in opdracht van het Syndicat des transports d'Île-de-France (STIF), de vervoersautoriteit in Île-de-France.

## Geschiedenis

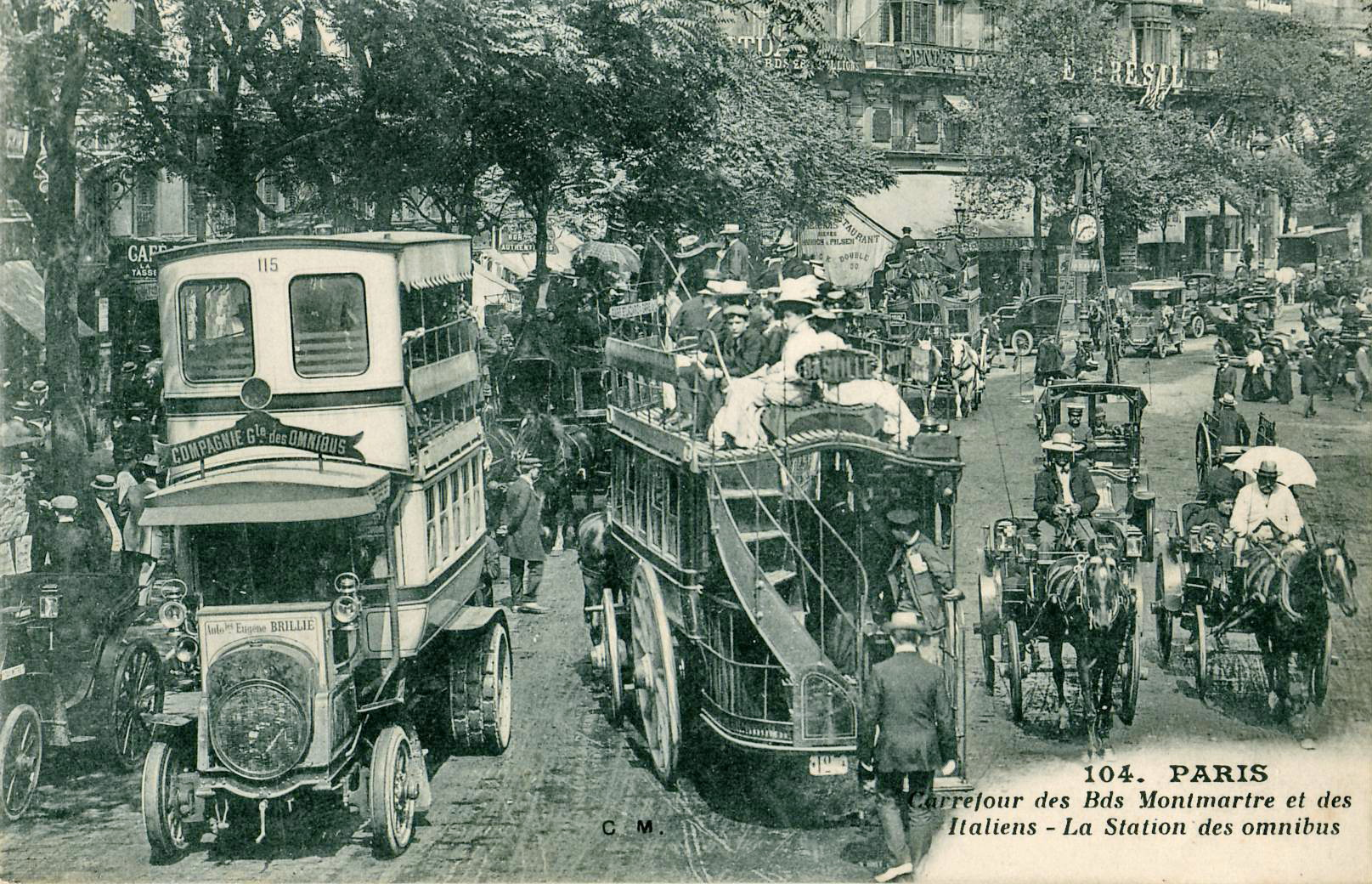
Omnibussen, paardentrams en autobussen in het centrum van Parijs.

Het eerste openbaar vervoer in Parijs was de Omnibus-paardenkarren, welke in 1828 op de wegen verschenen. In 1855 kwamen daar de eerste paardentrams bij. Beetje bij beetje kwamen daar ook stoomtrams en trams op perslucht bij, totdat in 1892 over werd gegaan tot elektrificatie van het tramnetwerk.
De eerste spoorlijn naar de voorsteden van Parijs werd geopend op 26 augustus 1837. De route ging van Gare Saint-Lazare naar Le Pecq. In de jaren die volgden werden er een aantal kopstations gebouwd in Parijs. In de tweede helft van de 19e eeuw leidde de geplande bouw van een fijnmazig spoornetwerk tot heftige discussies. Een eerste stap tot de aanleg van zo'n netwerk vond plaats in 1875 met de opening van de ligne de Petite Ceinture. In 1896 werd besloten tot de aanleg van de eerste lijn van de metro van Parijs, welke liep van Porte de Vincennes naar Porte Maillot. Dit traject is nu deel van de lijnen 1 en 2.
Vanaf de jaren 1930 werden de trams in de regio langzaamaan vervangen door bussen, en aan het einde van de jaren 1950 was het eens 960 kilometer lange tramnetwerk helemaal verdwenen.
In de jaren 1960 groeide het aantal inwoners rond Parijs snel. Deze groei werd opgevangen door de bouw van voorsteden, waarvan de bouw samenging met de eerste RER-lijnen en verbeteringen aan de bestaande lijnen. Om de verbindingen tussen de verschillende buitenwijken te verbeteren worden er nu een aantal lijnen aangelegd tussen de verschillende voorsteden. Mede daardoor opende in 1992 tramlijn 1, hetgeen de terugkeer van de tram in de regio betekende.

## Eigenschappen
Het openbaar vervoer in Île-de-France bestaat uit een aantal verschillende vormen. De stad Parijs en haar voorsteden worden bediend door de metro en verschillende spoorlijnen. De gebieden verder weg van Parijs worden bediend door een uitgebreid spoorwegnetwerk bestaande uit RER- en Transilien-lijnen. De gebieden verder weg van metro- en treinstations worden bediend door een uitgebreid busnetwerk en enkele tramlijnen.
Het openbaar vervoer wordt geëxploiteerd door een aantal verschillende bedrijven:
- De RATP exploiteert de Parijse metro, de bussen in Parijs en de nabijgelegen voorsteden, vier tramlijnen en grote delen van de RER A en B.
- De SNCF exploiteert de Parijse voorstadstreinen, enkele nachtbussen en treinvervangende bussen, 1 tramlijn, de RER C, D en E en delen van de RER A en B.
- De Organisation professionnelle des transports d'Île-de-France, kortweg Optile, is een verbond van private busmaatschappijen welke de vervoersconcessies exploiteren van bussen in de voorsteden en de rest van Île-de-France, daar waar de RATP en de SNCF dit niet doen.

Deze bedrijven worden gecoördineerd door het Syndicat des transports d'Île-de-France, de vervoersautoriteit in Île-de-France, welke ook voorziet in de subsidie van het netwerk.

## Statistieken
De onderstaande tabel bevat gegevens van deze verschillende vormen van openbaar vervoer:
| Vervoerssoorten | Exploitant | Bedieningsregio's                          | Jaarlijks aantal reizigers (in miljoenen) | Aantal lijnen     | Lengte van het netwerk (km) | Aantal Stations/Haltes |
| --------------- | ---------- | ------------------------------------------ | ----------------------------------------- | ----------------- | --------------------------- | ---------------------- |
| Métro           | RATP       | Parijs' nabijgelegen voorsteden            | 1.350                                     | 16                | 212                         | 381                    |
| RER             | RATP       | Parijs en zijn voorsteden                  | 440                                       | 2                 | 115                         | 65                     |
| RER             | SNCF       | Parijs, voorsteden, rest van Île-de-France | 614                                       | 5                 | 1.296                       | 443                    |
| Transilien      | SNCF       | Parijs, voorsteden, rest van Île-de-France | 614                                       | 14                | 1.296                       | 443                    |
| Tram            | RATP-SNCF  | Parijs, voorsteden                         | 58 (RATP) 14 (SNCF)                       | 5 (RATP) 1 (SNCF) | 63,3 (RATP) 8 (SNCF)        | 119 (RATP) 11 (SNCF)   |
| Bus             | RATP       | Parijs                                     | 350                                       | 321               | 2.816                       | 1.274                  |
| Bus             | RATP       | voorsteden                                 | 590                                       | 321               | 2.816                       | 1.274                  |
| Bus             | Optile     | voorsteden, rest van Île-de-France         | 250                                       | 1.078             | 20.133                      | 24.500                 |

## Soorten openbaar vervoer

### Metro

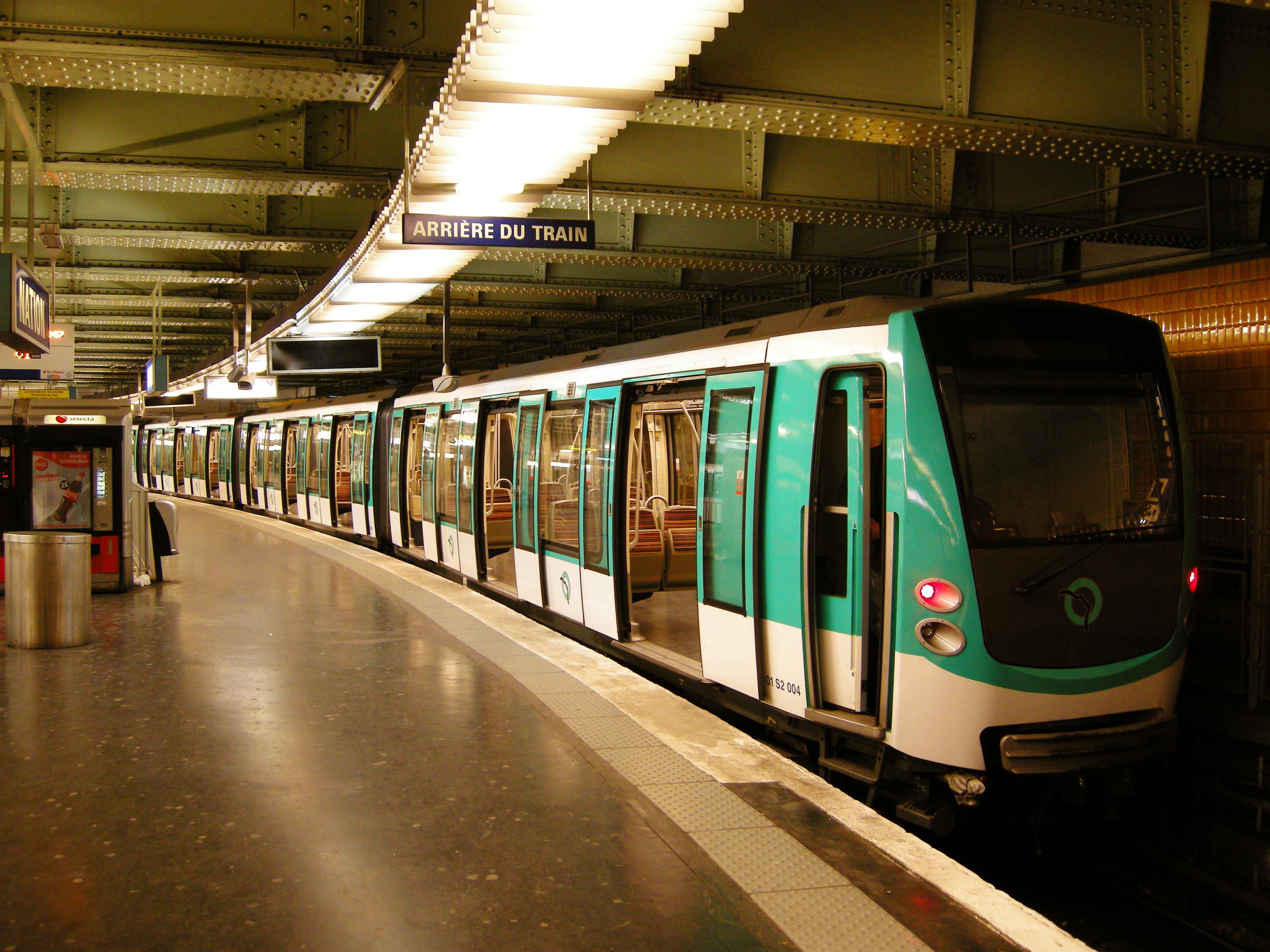
Een metrotrein, type MF 2000, op metrolijn 2.

De metro van Parijs is een voornamelijk ondergronds gelegen netwerk dat de stad Parijs bedient en in beperkte mate door buitenwijken loopt. Het netwerk wordt gekenmerkt door een smalle rijtuigbreedte (2,40 m) en een kleine afstand tussen de stations (gemiddeld 548 meter).
De lijnen zorgen voor een fijnmazige bediening van het centrum van Parijs, de buitenwijken worden alleen maar bediend door de verlenging van sommige van deze lijnen. Het is in de binnen het netwerk niet mogelijk om van een buitenwijk naar een andere buitenwijk te gaan zonder via Parijs te reizen. De lage commerciële snelheid zorgt ervoor dat het niet mogelijk is om de lijnen te verlengen naar de buitenwijken, omdat dan capaciteitsproblemen zouden optreden.
De eerste lijn opende in 1900 en het netwerk is gegroeid tot 16 lijnen, waarvan twee zijlijnen. De metro bedient 301 stations waarvan 60 in de buitenwijken. De meest recente lijn, lijn 14, welke geopend is in 1998, is volledig geautomatiseerd.
De Parijse metro wordt geëxploiteerd door de RATP.

### RER

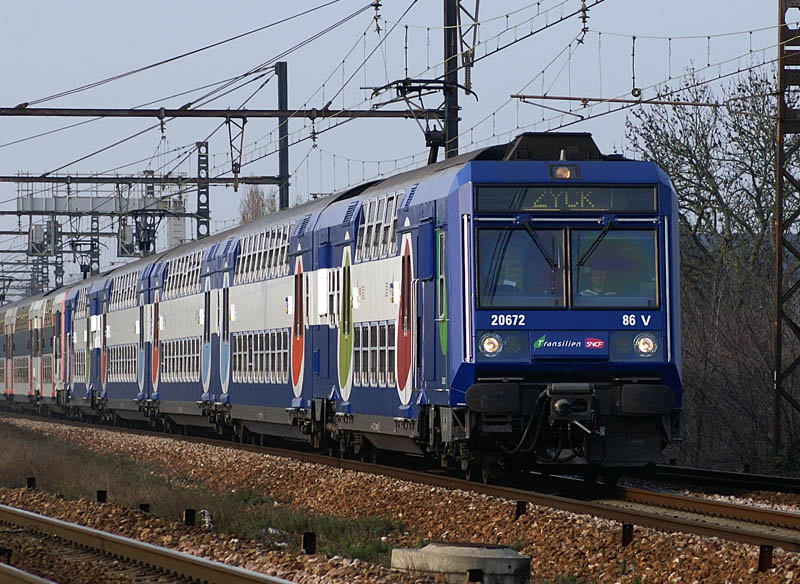
Een gerenoveerde trein van de RER D.

Het Réseau express régional is een netwerk van regionale treinen dat het centrum van Parijs verbindt met de buitenwijken, enigszins te vergelijken met de S-Bahn in Duitsland of het GEN in België.
Omdat de metro van Parijs niet ver in de buitenwijken doordringt en de Transilien voorstadstreinen op kopstations net buiten het centrum eindigden, was er behoefte aan een sneller vervoermiddel vanuit het centrum naar de voorsteden. Het RER-netwerk ontstond door verschillende bestaande voorstadslijnen aan elkaar te koppelen door een ondergronds traject door het centrum te bouwen.
In de stad fungeert de RER als een soort snelmetro, maar verschilt behoorlijk van de reguliere metro. De afstanden tussen de stations zijn veel groter; de stations zijn vaak zeer groot, vooral het station Châtelet-Les Halles; de tunnels van de RER liggen dieper; de voeding geschiedt op alle lijnen door middel van een bovenleiding; en de treinen van de RER rijden links, evenals die van de SNCF, terwijl de metro rechts rijdt.
Het netwerk bestaat uit vijf lijnen, genummerd van A tot en met E. Het bedient 257 stations (waarvan 33 in Parijs). Het netwerk heeft een lengte van 587 kilometer. De meest recente lijn, de RER E, werd in 1999 geopend. De exploitatie gebeurt gezamenlijk door Transilien, de afdeling van het staatsspoorbedrijf SNCF die het voorstadsverkeer rond Parijs exploiteert, en de RATP.
Lijn A houdt het record voor het hoogste aantal passagiers voor een spoorlijn: de lijn vervoert dagelijks 1,2 miljoen reizigers.

### Transilien

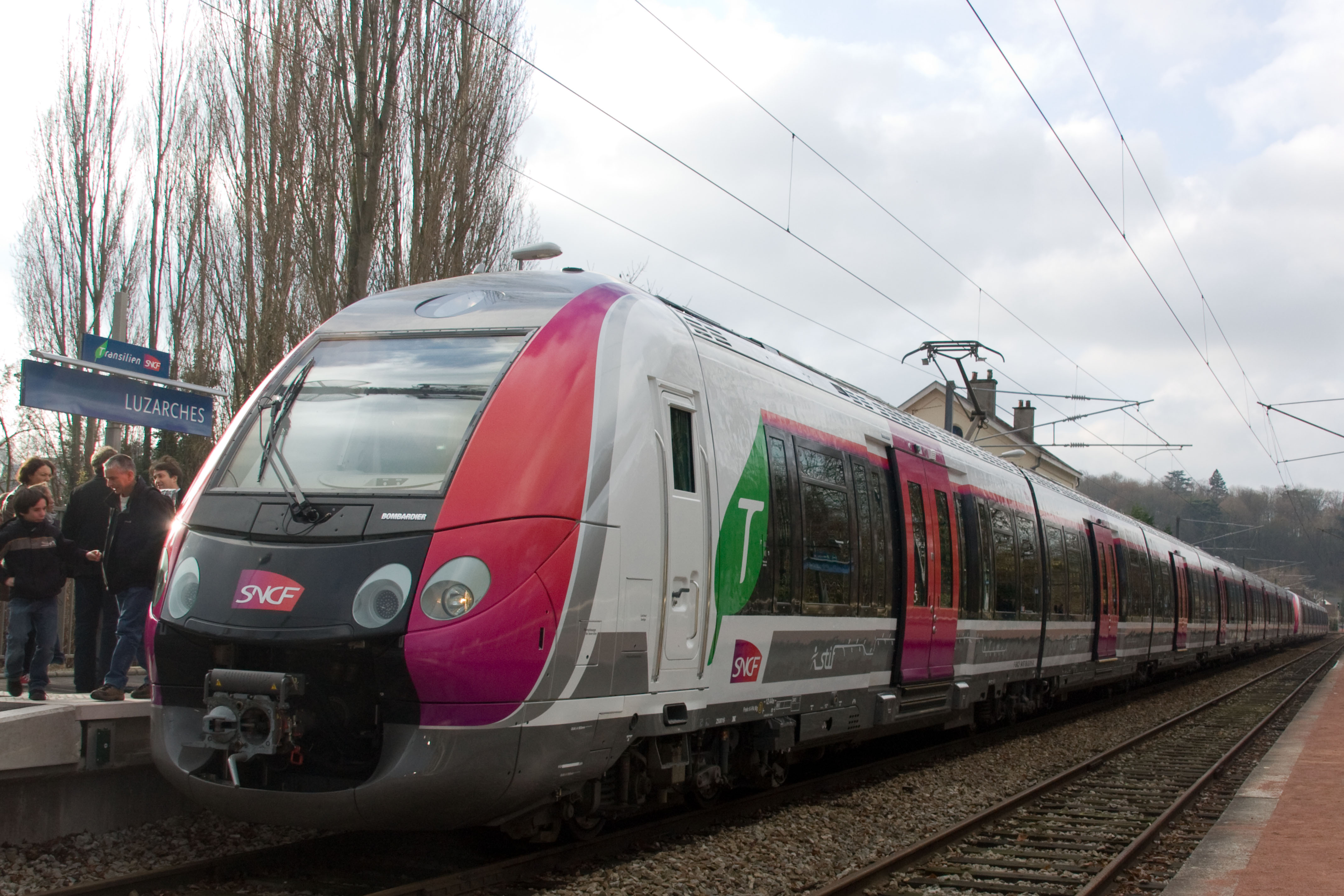
Een Transilien-voorstadstrein van het type Z 50000, op lijn H te Luzarches.

Transilien is de merknaam voor spoorwegdiensten van de SNCF binnen Île-de-France. De naam "Transilien" is een afgeleide van "Francilien", een term die algemeen gebruikt wordt om de inwoners van de regio Île-de-France te beschrijven.
Transilien-treinen vertrekken vanaf de grote Parijse kopstations, het station van zakenwijk La Défense en RER-stations. Het netwerk bestaat uit 14 lijnen: de vijf RER-lijnen, 7 Transilien-lijnen tussen de Parijse kopstations en de voorsteden (H, J, K, L, N, P en R), lijn U tussen La Défense en La Verrière en Tramlijn 4.
Alle Transilien-diensten samen vervoeren 2,5 miljoen reizigers per dag.

### Tram

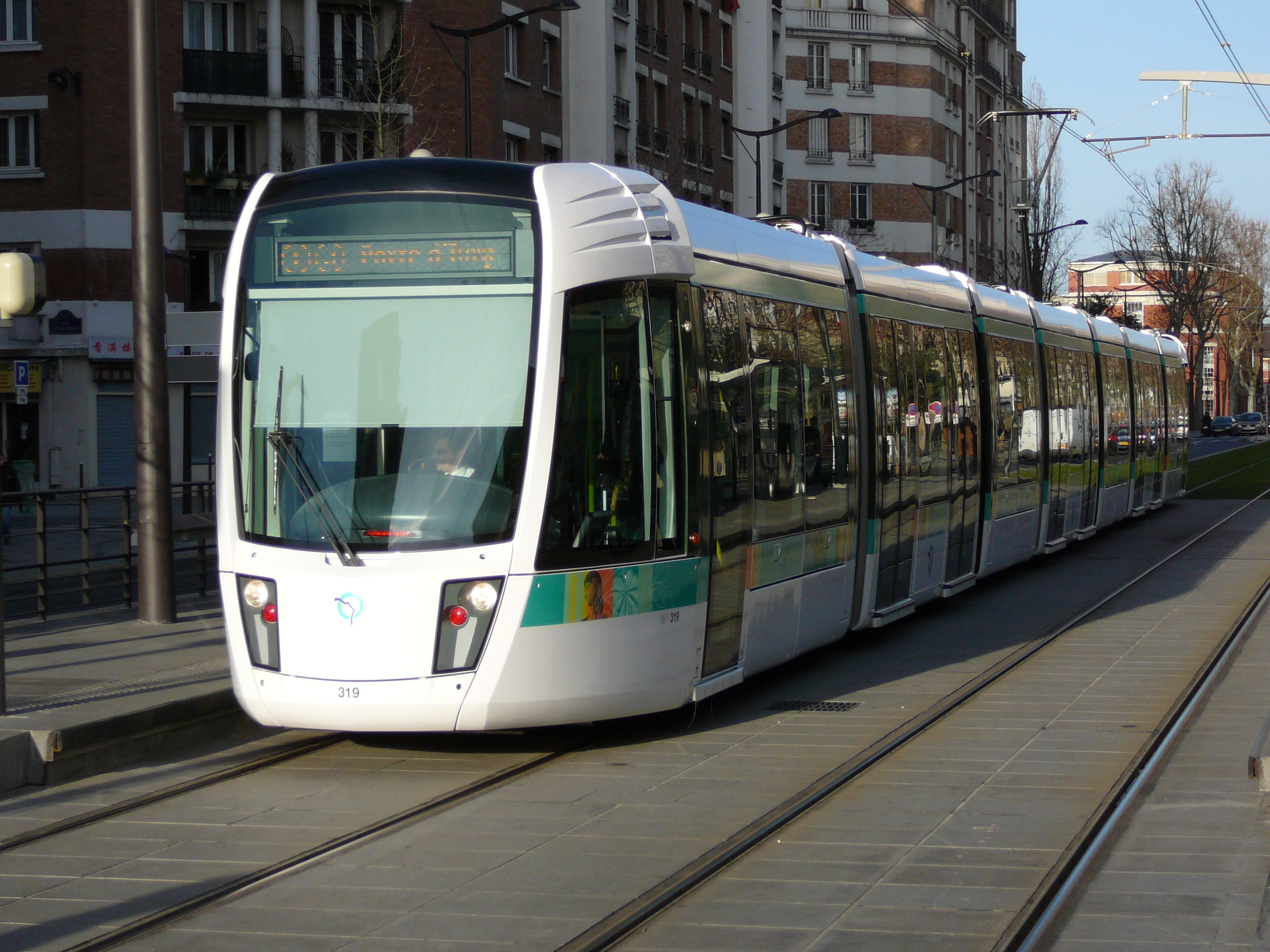
Een tram van tramlijn 3.

De regio Parijs had vroeger een tramnet van 960 km. Na 1930 werd dit netwerk beschouwd als achterhaald, het werd geleidelijk aan vervangen door bussen. De laatste trams verdween uit Parijs in de jaren 1950.
Sinds de jaren 1990 is het netwerk weer bezig met een terugkeer. In 1992 opende de eerste nieuwe lijn (Tramlijn 1), en sindsdien zijn er drie nieuwe lijnen geopend. De tram wordt door de vervoersautoriteit STIF als een ideaal vervoermiddel gezien tussen de verschillende voorsteden. De investeringskosten zijn, in vergelijking met metro's, relatief laag en trams hebben een capaciteit die tussen bussen en heavy-rail railvoertuigen, zoals metro's of voorstadstreinen, ligt. Twee van de huidige zeven lijnen lopen over een oude spoorlijn (Tramlijn 2 en 4). Twee nieuwe lijnen zijn in aanbouw, die de lengte van het netwerk laten stijgen tot boven de 100 kilometer.

### Bus

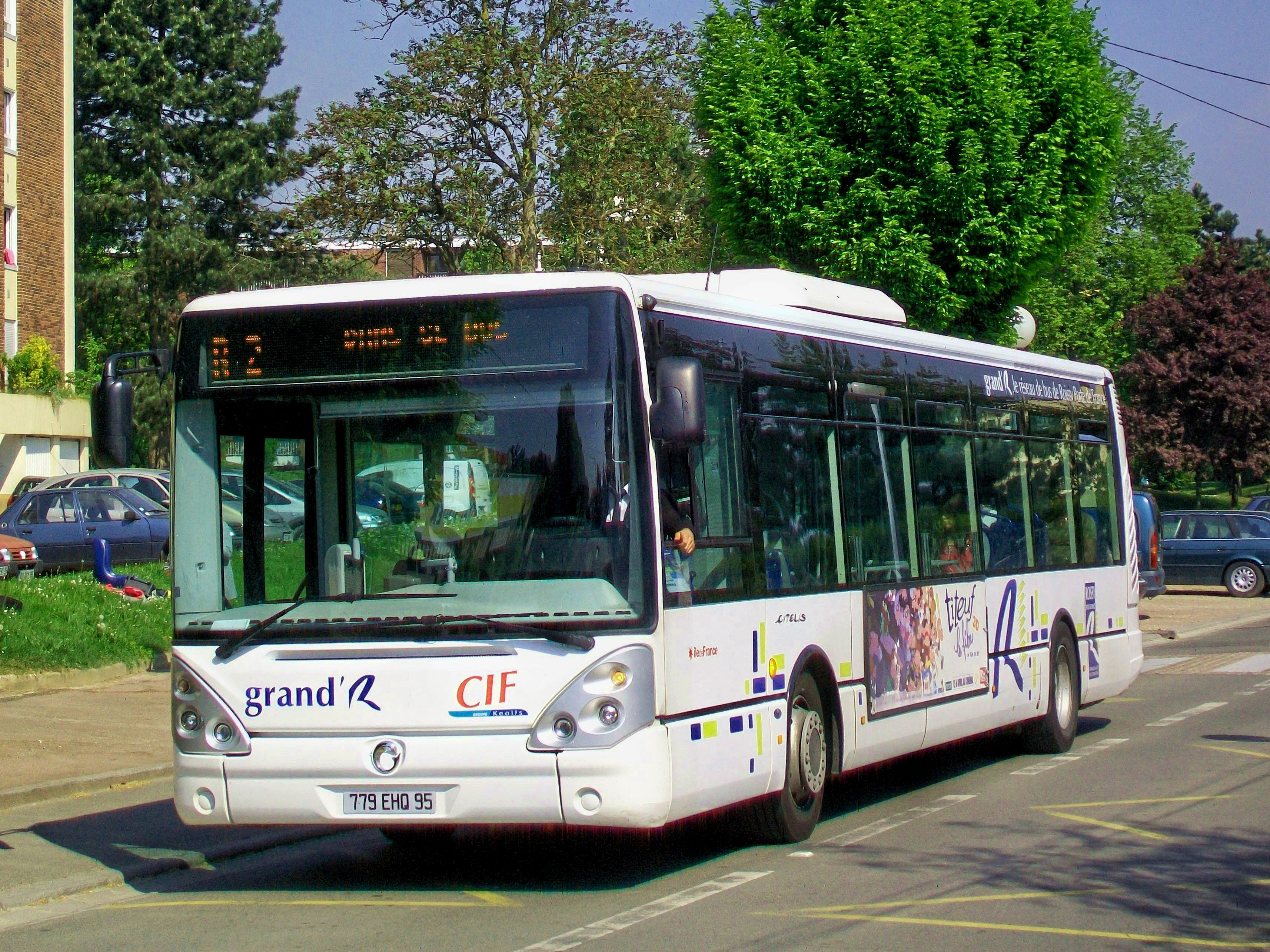
Een bus van het "Grand R"-netwerk. De exploitatie ligt in handen van Keolis-dochteronderneming Courriers d'Île de France (CIF).

Île-de-France wordt bediend door een fijnmazig en uitgebreid busnetwerk. De exploitatie ligt in handen van verschillende maatschappijen: de RATP exploiteert de bussen in Parijs en de nabijgelegen voorsteden. In de verder gelegen buitenwijken wordt het busvervoer door verschillende particuliere bedrijven geëxploiteerd, de verschillende bedrijven zijn verenigd in de Organisation professionnelle des transports d'Île-de-France, kortweg Optile. Ten slotte exploiteert de SNCF enkele treinvervangende bussen. 's Nachts wordt het netwerk vervangen door Noctilien-nachtbussen, waarvan de exploitatie in handen ligt van de RATP en de SNCF. Het netwerk bestaat uit 1400, veelal gewone stads- en streekbuslijnen. Ook zijn er een aantal directe buslijnen, zoals de "100"-lijnen die verschillende vervoersknooppunten verbinden en de Orlybus en Roissybus, beide buslijnen tussen Parijs en Parijse vliegvelden. Een aantal van de buslijnen, zoals de T Zen en de Trans-Val-de-Marne, kunnen worden beschouwd als HOV, en enkele van dit soort lijnen worden administratief beschouwd als tramlijn.

### Overige soorten openbaar vervoer
- De Funiculaire de Montmartre is een kabelbaan op de heuvel van Montmartre. De exploitatie is in handen van de RATP.
- De Orlyval is een automatische metrolijn tussen het RER-station Antony en de luchthaven Orly. De exploitatie is in handen van de RATP.
- De CDGVAL is een automatische metrolijn op de luchthaven Parijs-Charles de Gaulle. De toegang is gratis.
- De Voguéo was een bootdienst over de Seine in Parijs die van 2008 tot 2011 werd uitgevoerd tussen het Gare d'Austerlitz in Parijs en Maison-d'Alfort. De dienst werd in 2013 definitief opgeheven; sinds juni 2011 waren de boten al uit de roulatie genomen.[3]